# Entyloma martindalei
Entyloma martindalei är en svampart som först beskrevs av Peck, och fick sitt nu gällande namn av Piatek 2005. Entyloma martindalei ingår i släktet Entyloma och familjen Entylomataceae.   Inga underarter finns listade i Catalogue of Life.